# Науково-педагогічна бібліотека міста Миколаєва
Науково-педагогічна бібліотека м. Миколаєва — сучасний центр підтримки фахових інформаційних потреб науково-педагогічних та управлінських кадрів, студентів, учнівської молоді та сприяння підвищенню їх професійного, духовного і культурного рівня. Одна з трьох науково-педагогічних в Україні.
Бібліотека є структурним підрозділом Управління освіти Миколаївської міської ради.

## Історія створення
Перші архівні дані про організацію Миколаївської науково-педагогічної бібліотеки відносяться до післявоєнних років. 11 грудня 1946 року Миколаївська міська Рада депутатів трудящих, розглянувши листа працівників шкіл від 22 жовтня 1946 року за № 368 про поновлення в правах на приміщення колишньої вчительської бібліотеки по вулиці Чернігівській, ухвалила рішення за № 948 про передачу будинку по вул. Чернігівській, 17 Миколаївському обласному комітету Спілки працівників початкових і середніх шкіл УРСР для «відновлення в ньому діяльності колишньої вчительської бібліотеки». Цей документ дає право визнати факт існування бібліотеки до 1946 року, але свідчень довоєнного часу поки що не знайдено, їхній пошук триває.
Наступна історична віха — 1949 рік. Бібліотека переїздить на вулицю Маріупольську, 45 і розміщується в п'ятьох кімнатах. 1969 рік бібліотека відзначила переїздом до Будинку вчителя по вул. Плехановській, 50, де зайняла весь перший поверх.
Рішення президії Миколаївської обласної ради профспілок від 30 березня 1977 року ухвалило об'єднати 33 профспілкові бібліотеки м. Миколаєва і до 1 липня 1980 року створити Міжспілкову централізовану бібліотечну систему (МЦБС) з єдиним книжковим фондом, довідковим апаратом, штатами, комплектуванням і обробкою літератури. Маючи високий освітньо-професійний потенціал, учительська бібліотека стає базовою Центральною міською бібліотекою Міжспілкової ЦБС м. Миколаєва, тим самим стаючи для своїх 33 філій методичним центром.
1988 року бібліотека у зв'язку з капітальним ремонтом приміщення Будинку вчителя переїжджає на вул. Шкільна, 2. Рішенням Миколаївської обласної ради професійних спілок № 11-91/747 від 26.11.90 у зв'язку з реорганізацією структури профспілкових органів і закладів культури міжспілкова ЦБС м. Миколаєва з 1 січня 1991 року закривається. Рішенням Миколаївської міської ради народних депутатів від 27.11.1990 р. № 5/2 п. 11 (рос.)"Решить вопрос о передаче на баланс горОНО библиотеки для учителей" та наказом міськвиконкому № 6 від 21 січня 1991 р. міжспілкова ЦБС м. Миколаєва перейменована на бібліотеку працівників народної освіти м. Миколаєва.

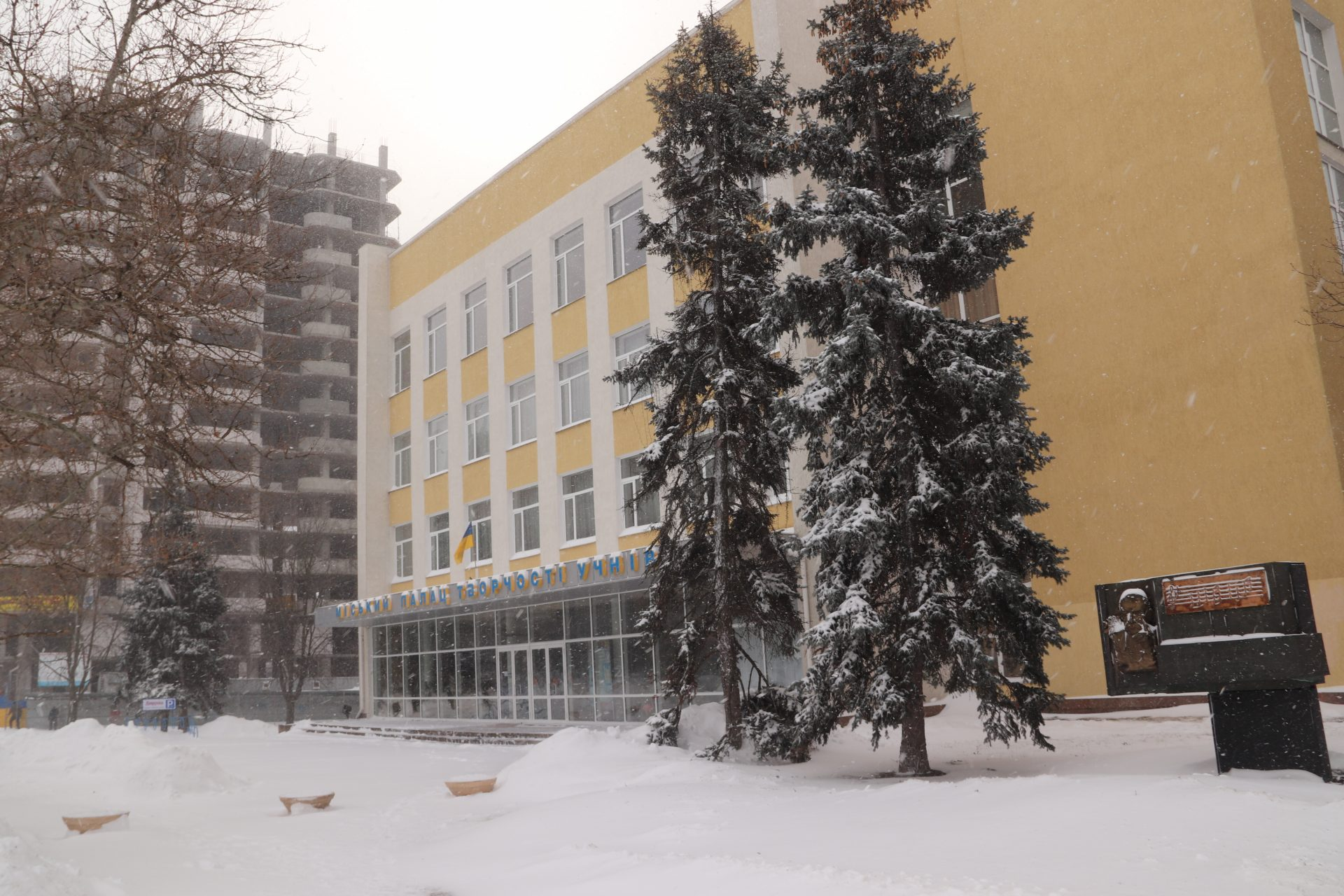
Будівля Палацу творчості учнів в якому розміщена науково-педагогічна бібліотека м. Миколаєва

1997 рік можна назвати початком нової ери в житті бібліотеки в зв'язку з переїздом до центральної частини міста — на вулицю Адміральську, 31.
Розпорядженням міського голови № 358 від 25 вересня 1997 р. та наказом управління освіти Миколаївського міськвиконкому № 468 від 9 грудня 1997 р. бібліотека працівників народної освіти м. Миколаєва реорганізована в міську освітянську бібліотеку.
Рішенням Миколаївської міської ради від 12.02.2000 року міська освітянська бібліотека реорганізована шляхом перетворення її на «Науково-педагогічну бібліотеку м. Миколаєва».

## Сьогодення
Восени 1999 року в бібліотеці з'явився перший комп'ютер, одразу ж був налагоджений зв'язок з Internet і доступ до світової інформаційної мережі став можливим для кожного читача бібліотеки. Активно використовуються інформаційні ресурси при проведенні занять по підвищенню кваліфікації вчителів фізики і математики, які організовуються Миколаївським обласним інститутом післядипломної педагогічної освіти і проводяться в стінах бібліотеки. 2002 рік бібліотека розпочала автоматизації всіх бібліотечних процесів. У 2008 відмовилися від друку карток, а з 2012 книговидача повністю автоматизована і «безпаперова».
Крім інформаційного центру з освіти, бібліотека діє і як суспільно-культурний центр. Тут відбуваються круглі столи, дискусії, зустрічі, засідання клубів за інтересами, експонуються твори народно-прикладного мистецтва. Бібліотечний фонд налічує понад 100 тис. примірників, передплата українських та іноземних видань на допомогу вчителеві, керівникові освіти та студенту педагогічного університету (понад 180 назв)
Рішенням Миколаївської міської ради від 12.02.2000 року бібліотеці надано статус «науково-педагогічної бібліотеки».

## Ліквідація
За рішенням Миколаївської міської ради у 2022 році розпочався процес ліквідації установи.

## Адреса
54001 Україна, м.Миколаїв, вул. Адміральська, 31